# 2016-os WEC-szezon

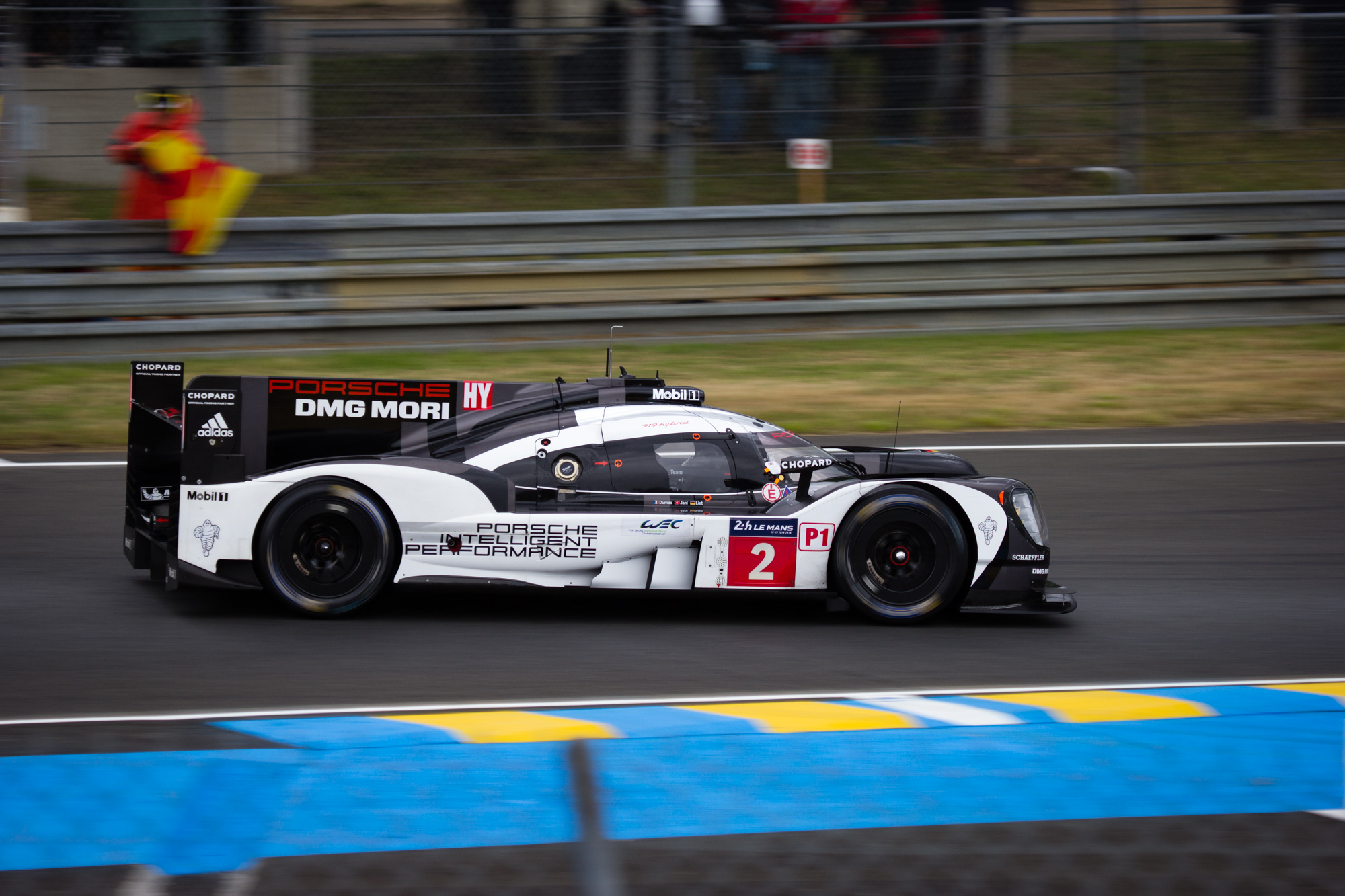
A Porsche nyerte a 2016-os FIA WEC szezont

A 2016-os FIA World Endurance Championship szezon a széria történetének 5. szezonja volt. A Nemzetközi Automobil Szövetség (FIA) és az Automobile Club de l'Ouest (ACO) közös szervezésével rendezték meg. A sorozatban Le Mans típusú autók és gyári típusú autók vettek részt. A két Le Mans-prototípus (LMP 1, LMP 2) és az utcai autókból átalakított versenyautók (Grand Tourismo GT1, GT2) alkotják a négy kategóriájú bajnokságot.

## Versenynaptár
| Forduló | Futam                            | Pálya                          | Helyszín                        | Dátum          |
| ------- | -------------------------------- | ------------------------------ | ------------------------------- | -------------- |
| 1       | Silverstone-i 6 órás autóverseny | Silverstone Circuit            | Silverstone, Egyesült Királyság | Április 17.    |
| 2       | Spái 6 órás verseny              | Circuit de Spa-Francorchamps   | Spa, Belgium                    | Május 7.       |
| 3       | Le Mans-i 24 órás autóverseny    | Circuit de la Sarthe           | Le Mans, Franciaország          | Június 18.-19. |
| 4       | Nürburgring-i 6 órás autóverseny | Nürburgring                    | Nürburg, Németország            | Július 24.     |
| 5       | Mexikóváros-i 6 órás autóverseny | Autódromo Hermanos Rodríguez   | Mexikóváros, Mexikó             | Szeptember 13. |
| 6       | COTA 6 órás autóverseny          | Circuit of the Americas        | Austin, Egyesült Államok        | Szeptember 17. |
| 7       | Fuji 6 órás autóverseny          | Fuji Speedway                  | Oyama, Japán                    | Október 16.    |
| 8       | Sanghaji 6 órás autóverseny      | Shanghai International Circuit | Sanghaj, Kína                   | November 6.    |
| 9       | Bahrein-i 6 órás autóverseny     | Bahrain International Circuit  | Szahír, Bahrein                 | November 19.   |

## Csapatok és pilóták

### LMP1
| Csapat                | Autó                | Motor                          | Hajtás             | Gumiabroncs | #                    | Versenyzők        | Fordulók |
| --------------------- | ------------------- | ------------------------------ | ------------------ | ----------- | -------------------- | ----------------- | -------- |
| Porsche Team          | Porsche 919 Hybrid  | Porsche 2.0 L Turbo V4         | Hybrid             | M           | 1                    | Timo Bernhard     | Összes   |
| Porsche Team          | Porsche 919 Hybrid  | Porsche 2.0 L Turbo V4         | Hybrid             | M           | 1                    | Mark Webber       | Összes   |
| Porsche Team          | Porsche 919 Hybrid  | Porsche 2.0 L Turbo V4         | Hybrid             | M           | 1                    | Brendon Hartley   | Összes   |
| Porsche Team          | Porsche 919 Hybrid  | Porsche 2.0 L Turbo V4         | Hybrid             | M           | 2                    | Romain Dumas      | Összes   |
| Porsche Team          | Porsche 919 Hybrid  | Porsche 2.0 L Turbo V4         | Hybrid             | M           | 2                    | Neel Jani         | Összes   |
| Porsche Team          | Porsche 919 Hybrid  | Porsche 2.0 L Turbo V4         | Hybrid             | M           | 2                    | Marc Lieb         | Összes   |
| ByKolles Racing Team  | CLM P1/01           | AER P60 2.4 L Turbo V6         |                    | D           | 4                    | Simon Trummer     | Összes   |
| ByKolles Racing Team  | CLM P1/01           | AER P60 2.4 L Turbo V6         | Oliver Webb        | D           | 4                    | Összes            |          |
| ByKolles Racing Team  | CLM P1/01           | AER P60 2.4 L Turbo V6         | James Rossiter     | D           | 4                    | 1–2               |          |
| ByKolles Racing Team  | CLM P1/01           | AER P60 2.4 L Turbo V6         | Pierre Kaffer      | D           | 4                    | 3–5, 7–9          |          |
| Toyota Gazoo Racing   | Toyota TS050 Hybrid | Toyota 2.4 L Turbo V6          | Hybrid             | M           | 5                    | Sébastien Buemi   | Összes   |
| Toyota Gazoo Racing   | Toyota TS050 Hybrid | Toyota 2.4 L Turbo V6          | Hybrid             | M           | 5                    | Nakadzsima Kazuki | Összes   |
| Toyota Gazoo Racing   | Toyota TS050 Hybrid | Toyota 2.4 L Turbo V6          | Hybrid             | M           | 5                    | Anthony Davidson  | 1–4, 6–9 |
| Toyota Gazoo Racing   | Toyota TS050 Hybrid | Toyota 2.4 L Turbo V6          | Hybrid             | M           | 6                    | Mike Conway       | Összes   |
| Toyota Gazoo Racing   | Toyota TS050 Hybrid | Toyota 2.4 L Turbo V6          | Hybrid             | M           | 6                    | Stéphane Sarrazin | Összes   |
| Toyota Gazoo Racing   | Toyota TS050 Hybrid | Toyota 2.4 L Turbo V6          | Hybrid             | M           | 6                    | Kobajasi Kamui    | Összes   |
| Audi Sport Team Joest | Audi R18            | Audi TDI 4.0 L Turbo Diesel V6 | Hybrid             | M           | 7                    | André Lotterer    | Összes   |
| Audi Sport Team Joest | Audi R18            | Audi TDI 4.0 L Turbo Diesel V6 | Hybrid             | M           | 7                    | Marcel Fässler    | Összes   |
| Audi Sport Team Joest | Audi R18            | Audi TDI 4.0 L Turbo Diesel V6 | Hybrid             | M           | 7                    | Benoît Tréluyer   | 1–3, 5–9 |
| Audi Sport Team Joest | Audi R18            | Audi TDI 4.0 L Turbo Diesel V6 | Hybrid             | M           | 8                    | Oliver Jarvis     | Összes   |
| Audi Sport Team Joest | Audi R18            | Audi TDI 4.0 L Turbo Diesel V6 | Hybrid             | M           | 8                    | Lucas di Grassi   | Összes   |
| Audi Sport Team Joest | Audi R18            | Audi TDI 4.0 L Turbo Diesel V6 | Hybrid             | M           | 8                    | Loïc Duval        | Összes   |
| Rebellion Racing      | Rebellion R-One     | AER P60 2.4 L Turbo V6         |                    | D           | 12                   | Nick Heidfeld     | 1–4      |
| Rebellion Racing      | Rebellion R-One     | AER P60 2.4 L Turbo V6         | Nicolas Prost      | D           | 12                   | 1–4               |          |
| Rebellion Racing      | Rebellion R-One     | AER P60 2.4 L Turbo V6         | Nelson Piquet, Jr. | D           | 12                   | 1–3               |          |
| Rebellion Racing      | Rebellion R-One     | AER P60 2.4 L Turbo V6         | Mathias Beche      | D           | 12                   | 4                 |          |
| Rebellion Racing      | Rebellion R-One     | AER P60 2.4 L Turbo V6         | 13                 | D           | Dominik Kraihamer    | Összes            |          |
| Rebellion Racing      | Rebellion R-One     | AER P60 2.4 L Turbo V6         | 13                 | D           | Alexandre Imperatori | Összes            |          |
| Rebellion Racing      | Rebellion R-One     | AER P60 2.4 L Turbo V6         | 13                 | D           | Mathéo Tuscher       | Összes            |          |

### LMP2
| Csapat                    | Autó                | Motor                  | Gumiabroncs | #   | Versenyzők            | Fordulók  |
| ------------------------- | ------------------- | ---------------------- | ----------- | --- | --------------------- | --------- |
| G-Drive Racing            | Oreca 05            | Nissan VK45DE 4.5 L V8 | D           | 26  | Roman Rusinov         | Összes    |
| G-Drive Racing            | Oreca 05            | Nissan VK45DE 4.5 L V8 | D           | 26  | René Rast             | 1–6, 9    |
| G-Drive Racing            | Oreca 05            | Nissan VK45DE 4.5 L V8 | D           | 26  | Nathanaël Berthon     | 1–2       |
| G-Drive Racing            | Oreca 05            | Nissan VK45DE 4.5 L V8 | D           | 26  | Will Stevens          | 3, 7–8    |
| G-Drive Racing            | Oreca 05            | Nissan VK45DE 4.5 L V8 | D           | 26  | Alex Brundle          | 4–9       |
| G-Drive Racing            | Gibson 015S         | Nissan VK45DE 4.5 L V8 | D           | 38† | Simon Dolan           | 2–3       |
| G-Drive Racing            | Gibson 015S         | Nissan VK45DE 4.5 L V8 | D           | 38† | Jake Dennis           | 2–3       |
| G-Drive Racing            | Gibson 015S         | Nissan VK45DE 4.5 L V8 | D           | 38† | Giedo van der Garde   | 2–3       |
| SMP Racing                | BR Engineering BR01 | Nissan VK45DE 4.5 L V8 | D           | 27  | Maurizio Mediani      | Összes    |
| SMP Racing                | BR Engineering BR01 | Nissan VK45DE 4.5 L V8 | D           | 27  | Nicolas Minassian     | Összes    |
| SMP Racing                | BR Engineering BR01 | Nissan VK45DE 4.5 L V8 | D           | 27  | David Markozov        | 2         |
| SMP Racing                | BR Engineering BR01 | Nissan VK45DE 4.5 L V8 | D           | 27  | Mihail Aljosin        | 3, 7–9    |
| SMP Racing                | BR Engineering BR01 | Nissan VK45DE 4.5 L V8 | D           | 37  | Vitalij Petrov        | Összes    |
| SMP Racing                | BR Engineering BR01 | Nissan VK45DE 4.5 L V8 | D           | 37  | Viktor Shaytar        | Összes    |
| SMP Racing                | BR Engineering BR01 | Nissan VK45DE 4.5 L V8 | D           | 37  | Kirill Ladygin        | Összes    |
| Extreme Speed Motorsports | Ligier JS P2        | Nissan VK45DE 4.5 L V8 | D M         | 30  | Scott Sharp           | 1–6       |
| Extreme Speed Motorsports | Ligier JS P2        | Nissan VK45DE 4.5 L V8 | D M         | 30  | Ed Brown              | 1–6       |
| Extreme Speed Motorsports | Ligier JS P2        | Nissan VK45DE 4.5 L V8 | D M         | 30  | Johannes van Overbeek | 1–6       |
| Extreme Speed Motorsports | Ligier JS P2        | Nissan VK45DE 4.5 L V8 | D M         | 30  | Sean Gelael           | 7–9       |
| Extreme Speed Motorsports | Ligier JS P2        | Nissan VK45DE 4.5 L V8 | D M         | 30  | Antonio Giovinazzi    | 7–8       |
| Extreme Speed Motorsports | Ligier JS P2        | Nissan VK45DE 4.5 L V8 | D M         | 30  | Giedo van der Garde   | 7, 9      |
| Extreme Speed Motorsports | Ligier JS P2        | Nissan VK45DE 4.5 L V8 | D M         | 30  | Tom Blomqvist         | 8         |
| Extreme Speed Motorsports | Ligier JS P2        | Nissan VK45DE 4.5 L V8 | D M         | 30  | Tom Dillmann          | 9         |
| Extreme Speed Motorsports | Ligier JS P2        | Nissan VK45DE 4.5 L V8 | D M         | 31  | Pipo Derani           | Összes    |
| Extreme Speed Motorsports | Ligier JS P2        | Nissan VK45DE 4.5 L V8 | D M         | 31  | Ryan Dalziel          | Összes    |
| Extreme Speed Motorsports | Ligier JS P2        | Nissan VK45DE 4.5 L V8 | D M         | 31  | Chris Cumming         | Összes    |
| Baxi DC Racing Alpine     | Alpine A460         | Nissan VK45DE 4.5 L V8 | D           | 35  | David Cheng           | Összes    |
| Baxi DC Racing Alpine     | Alpine A460         | Nissan VK45DE 4.5 L V8 | D           | 35  | Ho-Pin Tung           | Összes    |
| Baxi DC Racing Alpine     | Alpine A460         | Nissan VK45DE 4.5 L V8 | D           | 35  | Nelson Panciatici     | 1–6       |
| Baxi DC Racing Alpine     | Alpine A460         | Nissan VK45DE 4.5 L V8 | D           | 35  | Paul-Loup Chatin      | 7–9       |
| Signatech Alpine          | Alpine A460         | Nissan VK45DE 4.5 L V8 | D           | 36  | Gustavo Menezes       | Összes    |
| Signatech Alpine          | Alpine A460         | Nissan VK45DE 4.5 L V8 | D           | 36  | Nicolas Lapierre      | Összes    |
| Signatech Alpine          | Alpine A460         | Nissan VK45DE 4.5 L V8 | D           | 36  | Stéphane Richelmi     | Összes    |
| Strakka Racing            | Gibson 015S         | Nissan VK45DE 4.5 L V8 | D           | 42  | Jonny Kane            | 1–7       |
| Strakka Racing            | Gibson 015S         | Nissan VK45DE 4.5 L V8 | D           | 42  | Nick Leventis         | 1–6       |
| Strakka Racing            | Gibson 015S         | Nissan VK45DE 4.5 L V8 | D           | 42  | Danny Watts           | 1–3       |
| Strakka Racing            | Gibson 015S         | Nissan VK45DE 4.5 L V8 | D           | 42  | Lewis Williamson      | 4–7       |
| RGR Sport by Morand       | Ligier JS P2        | Nissan VK45DE 4.5 L V8 | D           | 43  | Filipe Albuquerque    | Összes    |
| RGR Sport by Morand       | Ligier JS P2        | Nissan VK45DE 4.5 L V8 | D           | 43  | Bruno Senna           | Összes    |
| RGR Sport by Morand       | Ligier JS P2        | Nissan VK45DE 4.5 L V8 | D           | 43  | Ricardo González      | Összes    |
| Manor                     | Oreca 05            | Nissan VK45DE 4.5 L V8 | D           | 44  | Tor Graves            | 1–4       |
| Manor                     | Oreca 05            | Nissan VK45DE 4.5 L V8 | D           | 44  | James Jakes           | 1–2       |
| Manor                     | Oreca 05            | Nissan VK45DE 4.5 L V8 | D           | 44  | Will Stevens          | 1–2       |
| Manor                     | Oreca 05            | Nissan VK45DE 4.5 L V8 | D           | 44  | Matt Rao              | 3, 5–9    |
| Manor                     | Oreca 05            | Nissan VK45DE 4.5 L V8 | D           | 44  | Roberto Merhi         | 3, 6–7    |
| Manor                     | Oreca 05            | Nissan VK45DE 4.5 L V8 | D           | 44  | Antônio Pizzonia      | 4         |
| Manor                     | Oreca 05            | Nissan VK45DE 4.5 L V8 | D           | 44  | Matthew Howson        | 4         |
| Manor                     | Oreca 05            | Nissan VK45DE 4.5 L V8 | D           | 44  | Richard Bradley       | 5–9       |
| Manor                     | Oreca 05            | Nissan VK45DE 4.5 L V8 | D           | 44  | Alfonso Diaz Guerra   | 5         |
| Manor                     | Oreca 05            | Nissan VK45DE 4.5 L V8 | D           | 44  | Alex Lynn             | 8–9       |
| Manor                     | Oreca 05            | Nissan VK45DE 4.5 L V8 | D           | 45† | Matt Rao              | 1–2, 4    |
| Manor                     | Oreca 05            | Nissan VK45DE 4.5 L V8 | D           | 45† | Richard Bradley       | 1–2, 4    |
| Manor                     | Oreca 05            | Nissan VK45DE 4.5 L V8 | D           | 45† | Roberto Merhi         | 1–2, 4, 9 |
| Manor                     | Oreca 05            | Nissan VK45DE 4.5 L V8 | D           | 45† | Tor Graves            | 7–8       |
| Manor                     | Oreca 05            | Nissan VK45DE 4.5 L V8 | D           | 45† | Alex Lynn             | 7         |
| Manor                     | Oreca 05            | Nissan VK45DE 4.5 L V8 | D           | 45† | Nakano Sindzsi        | 7         |
| Manor                     | Oreca 05            | Nissan VK45DE 4.5 L V8 | D           | 45† | Roberto González      | 8–9       |
| Manor                     | Oreca 05            | Nissan VK45DE 4.5 L V8 | D           | 45† | Mathias Beche         | 8         |
| Manor                     | Oreca 05            | Nissan VK45DE 4.5 L V8 | D           | 45† | Julien Canal          | 9         |

### LMGTE Pro
| Csapat                    | Autó                     | Motor                         | Gumiabroncs | #  | Versenyzők            | Fordulók |
| ------------------------- | ------------------------ | ----------------------------- | ----------- | -- | --------------------- | -------- |
| AF Corse                  | Ferrari 488 GTE          | Ferrari F154CB 3.9 L Turbo V8 | M           | 51 | Gianmaria Bruni       | Összes   |
| AF Corse                  | Ferrari 488 GTE          | Ferrari F154CB 3.9 L Turbo V8 | M           | 51 | James Calado          | Összes   |
| AF Corse                  | Ferrari 488 GTE          | Ferrari F154CB 3.9 L Turbo V8 | M           | 51 | Alessandro Pier Guidi | 3        |
| AF Corse                  | Ferrari 488 GTE          | Ferrari F154CB 3.9 L Turbo V8 | M           | 71 | Davide Rigon          | Összes   |
| AF Corse                  | Ferrari 488 GTE          | Ferrari F154CB 3.9 L Turbo V8 | M           | 71 | Sam Bird              | Összes   |
| AF Corse                  | Ferrari 488 GTE          | Ferrari F154CB 3.9 L Turbo V8 | M           | 71 | Andrea Bertolini      | 3        |
| Ford Chip Ganassi Team UK | Ford GT                  | Ford EcoBoost 3.5 L Turbo V6  | M           | 66 | Olivier Pla           | Összes   |
| Ford Chip Ganassi Team UK | Ford GT                  | Ford EcoBoost 3.5 L Turbo V6  | M           | 66 | Stefan Mücke          | Összes   |
| Ford Chip Ganassi Team UK | Ford GT                  | Ford EcoBoost 3.5 L Turbo V6  | M           | 66 | Billy Johnson         | 1–3      |
| Ford Chip Ganassi Team UK | Ford GT                  | Ford EcoBoost 3.5 L Turbo V6  | M           | 67 | Andy Priaulx          | Összes   |
| Ford Chip Ganassi Team UK | Ford GT                  | Ford EcoBoost 3.5 L Turbo V6  | M           | 67 | Harry Tincknell       | Összes   |
| Ford Chip Ganassi Team UK | Ford GT                  | Ford EcoBoost 3.5 L Turbo V6  | M           | 67 | Marino Franchitti     | 1–6      |
| Dempsey-Proton Racing     | Porsche 911 RSR          | Porsche 4.0 L Flat-6          | M           | 77 | Richard Lietz         | Összes   |
| Dempsey-Proton Racing     | Porsche 911 RSR          | Porsche 4.0 L Flat-6          | M           | 77 | Michael Christensen   | Összes   |
| Dempsey-Proton Racing     | Porsche 911 RSR          | Porsche 4.0 L Flat-6          | M           | 77 | Philipp Eng           | 3        |
| Aston Martin Racing       | Aston Martin Vantage GTE | Aston Martin 4.5 L V8         | D           | 95 | Nicki Thiim           | Összes   |
| Aston Martin Racing       | Aston Martin Vantage GTE | Aston Martin 4.5 L V8         | D           | 95 | Marco Sørensen        | Összes   |
| Aston Martin Racing       | Aston Martin Vantage GTE | Aston Martin 4.5 L V8         | D           | 95 | Darren Turner         | 1–3      |
| Aston Martin Racing       | Aston Martin Vantage GTE | Aston Martin 4.5 L V8         | D           | 97 | Richie Stanaway       | 1–5, 7–8 |
| Aston Martin Racing       | Aston Martin Vantage GTE | Aston Martin 4.5 L V8         | D           | 97 | Fernando Rees         | 1–3, 6   |
| Aston Martin Racing       | Aston Martin Vantage GTE | Aston Martin 4.5 L V8         | D           | 97 | Jonathan Adam         | 2–3, 9   |
| Aston Martin Racing       | Aston Martin Vantage GTE | Aston Martin 4.5 L V8         | D           | 97 | Darren Turner         | 4–9      |

### LMGTE Am
| Csapat                  | Autó                     | Motor                    | Gumiabroncs | #   | Versenyzők               | Fordulók |
| ----------------------- | ------------------------ | ------------------------ | ----------- | --- | ------------------------ | -------- |
| Larbre Compétition      | Chevrolet Corvette C7.R  | Chevrolet LT5.5 5.5 L V8 | M           | 50  | Pierre Ragues            | Összes   |
| Larbre Compétition      | Chevrolet Corvette C7.R  | Chevrolet LT5.5 5.5 L V8 | M           | 50  | Jamagisi Jutaka          | 1–5, 7   |
| Larbre Compétition      | Chevrolet Corvette C7.R  | Chevrolet LT5.5 5.5 L V8 | M           | 50  | Paolo Ruberti            | 1–2, 4   |
| Larbre Compétition      | Chevrolet Corvette C7.R  | Chevrolet LT5.5 5.5 L V8 | M           | 50  | Jean-Philippe Belloc     | 3        |
| Larbre Compétition      | Chevrolet Corvette C7.R  | Chevrolet LT5.5 5.5 L V8 | M           | 50  | Ricky Taylor             | 5–9      |
| Larbre Compétition      | Chevrolet Corvette C7.R  | Chevrolet LT5.5 5.5 L V8 | M           | 50  | Lars Viljoen             | 6        |
| Larbre Compétition      | Chevrolet Corvette C7.R  | Chevrolet LT5.5 5.5 L V8 | M           | 50  | Romain Brandela          | 8–9      |
| KCMG                    | Porsche 911 RSR          | Porsche 4.0 L Flat-6     | M           | 78  | Christian Ried           | Összes   |
| KCMG                    | Porsche 911 RSR          | Porsche 4.0 L Flat-6     | M           | 78  | Wolf Henzler             | Összes   |
| KCMG                    | Porsche 911 RSR          | Porsche 4.0 L Flat-6     | M           | 78  | Joël Camathias           | Összes   |
| AF Corse                | Ferrari 458 Italia GT2   | Ferrari 4.5 L V8         | M           | 55† | Duncan Cameron           | 3        |
| AF Corse                | Ferrari 458 Italia GT2   | Ferrari 4.5 L V8         | M           | 55† | Aaron Scott              | 3        |
| AF Corse                | Ferrari 458 Italia GT2   | Ferrari 4.5 L V8         | M           | 55† | Matt Griffin             | 3        |
| AF Corse                | Ferrari 458 Italia GT2   | Ferrari 4.5 L V8         | M           | 83  | François Perrodo         | Összes   |
| AF Corse                | Ferrari 458 Italia GT2   | Ferrari 4.5 L V8         | M           | 83  | Emmanuel Collard         | Összes   |
| AF Corse                | Ferrari 458 Italia GT2   | Ferrari 4.5 L V8         | M           | 83  | Rui Águas                | Összes   |
| Gulf Racing             | Porsche 911 RSR          | Porsche 4.0 L Flat-6     | M           | 86  | Michael Wainwright       | Összes   |
| Gulf Racing             | Porsche 911 RSR          | Porsche 4.0 L Flat-6     | M           | 86  | Adam Carroll             | Összes   |
| Gulf Racing             | Porsche 911 RSR          | Porsche 4.0 L Flat-6     | M           | 86  | Ben Barker               | Összes   |
| Abu Dhabi-Proton Racing | Porsche 911 RSR          | Porsche 4.0 L Flat-6     | M           | 88  | Khaled Al Qubaisi        | Összes   |
| Abu Dhabi-Proton Racing | Porsche 911 RSR          | Porsche 4.0 L Flat-6     | M           | 88  | David Heinemeier Hansson | Összes   |
| Abu Dhabi-Proton Racing | Porsche 911 RSR          | Porsche 4.0 L Flat-6     | M           | 88  | Klaus Bachler            | 1        |
| Abu Dhabi-Proton Racing | Porsche 911 RSR          | Porsche 4.0 L Flat-6     | M           | 88  | Patrick Long             | 2–5, 7–9 |
| Abu Dhabi-Proton Racing | Porsche 911 RSR          | Porsche 4.0 L Flat-6     | M           | 88  | Kévin Estre              | 6        |
| Aston Martin Racing     | Aston Martin Vantage GTE | Aston Martin 4.5 L V8    | D M         | 98  | Paul Dalla Lana          | Összes   |
| Aston Martin Racing     | Aston Martin Vantage GTE | Aston Martin 4.5 L V8    | D M         | 98  | Pedro Lamy               | Összes   |
| Aston Martin Racing     | Aston Martin Vantage GTE | Aston Martin 4.5 L V8    | D M         | 98  | Mathias Lauda            | Összes   |
| Aston Martin Racing     | Aston Martin Vantage GTE | Aston Martin 4.5 L V8    | D M         | 99† | Andrew Howard            | 3        |
| Aston Martin Racing     | Aston Martin Vantage GTE | Aston Martin 4.5 L V8    | D M         | 99† | Liam Griffin             | 3        |
| Aston Martin Racing     | Aston Martin Vantage GTE | Aston Martin 4.5 L V8    | D M         | 99† | Gary Hirsch              | 3        |

## Nagydíjak
| Forduló | Pálya             | LMP1 győztes                                 | LMP2 győztes                                       | LMGTE Pro győztes                      | LMGTE Am győztes                                        | Összefoglaló |
| ------- | ----------------- | -------------------------------------------- | -------------------------------------------------- | -------------------------------------- | ------------------------------------------------------- | ------------ |
| 1       | Silverstone       | No. 2 Porsche Team                           | No. 43 RGR Sport by Morand                         | No. 71 AF Corse                        | No. 83 AF Corse                                         | Összefoglaló |
| 1       | Silverstone       | Marc Lieb Neel Jani Romain Dumas             | Filipe Albuquerque Bruno Senna Ricardo González    | Davide Rigon Sam Bird                  | François Perrodo Emmanuel Collard Rui Águas             | Összefoglaló |
| 2       | Spa-Francorchamps | No. 8 Audi Sport Team Joest                  | No. 36 Signatech Alpine                            | No. 71 AF Corse                        | No. 98 Aston Martin Racing                              | Összefoglaló |
| 2       | Spa-Francorchamps | Oliver Jarvis Lucas di Grassi Loïc Duval     | Gustavo Menezes Nicolas Lapierre Stéphane Richelmi | Davide Rigon Sam Bird                  | Paul Dalla Lana Pedro Lamy Mathias Lauda                | Összefoglaló |
| 3       | Le Mans           | No. 2 Porsche Team                           | No. 36 Signatech Alpine                            | No. 66 Ford Chip Ganassi Team UK       | No. 83 AF Corse                                         | Összefoglaló |
| 3       | Le Mans           | Marc Lieb Neel Jani Romain Dumas             | Gustavo Menezes Nicolas Lapierre Stéphane Richelmi | Olivier Pla Stefan Mücke Billy Johnson | François Perrodo Emmanuel Collard Rui Águas             | Összefoglaló |
| 4       | Nürburgring       | No. 1 Porsche Team                           | No. 36 Signatech Alpine                            | No. 51 AF Corse                        | No. 98 Aston Martin Racing                              | Összefoglaló |
| 4       | Nürburgring       | Mark Webber Brendon Hartley Timo Bernhard    | Gustavo Menezes Nicolas Lapierre Stéphane Richelmi | Gianmaria Bruni James Calado           | Paul Dalla Lana Pedro Lamy Mathias Lauda                | Összefoglaló |
| 5       | Mexikóváros       | No. 1 Porsche Team                           | No. 43 RGR Sport by Morand                         | No. 97 Aston Martin Racing             | No. 88 Abu Dhabi-Proton Racing                          | Összefoglaló |
| 5       | Mexikóváros       | Mark Webber Brendon Hartley Timo Bernhard    | Filipe Albuquerque Bruno Senna Ricardo González    | Darren Turner Richie Stanaway          | Khaled Al Qubaisi Patrick Long David Heinemeier Hansson | Összefoglaló |
| 6       | Austin            | No. 1 Porsche Team                           | No. 36 Signatech Alpine                            | No. 95 Aston Martin Racing             | No. 98 Aston Martin Racing                              | Összefoglaló |
| 6       | Austin            | Mark Webber Brendon Hartley Timo Bernhard    | Gustavo Menezes Nicolas Lapierre Stéphane Richelmi | Nicki Thiim Marco Sørensen             | Paul Dalla Lana Pedro Lamy Mathias Lauda                | Összefoglaló |
| 7       | Fuji              | No. 6 Toyota Gazoo Racing                    | No. 26 G-Drive Racing                              | No. 67 Ford Chip Ganassi Team UK       | No. 98 Aston Martin Racing                              | Összefoglaló |
| 7       | Fuji              | Stéphane Sarrazin Mike Conway Kobajasi Kamui | Roman Rusinov Alex Brundle Will Stevens            | Andy Priaulx Harry Tincknell           | Paul Dalla Lana Pedro Lamy Mathias Lauda                | Összefoglaló |
| 8       | Shanghai          | No. 1 Porsche Team                           | No. 26 G-Drive Racing                              | No. 67 Ford Chip Ganassi Team UK       | No. 98 Aston Martin Racing                              | Összefoglaló |
| 8       | Shanghai          | Mark Webber Brendon Hartley Timo Bernhard    | Roman Rusinov Alex Brundle Will Stevens            | Andy Priaulx Harry Tincknell           | Paul Dalla Lana Pedro Lamy Mathias Lauda                | Összefoglaló |
| 9       | Bahrain           | No. 8 Audi Sport Team Joest                  | No. 26 G-Drive Racing                              | No. 95 Aston Martin Racing             | No. 88 Abu Dhabi-Proton Racing                          | Összefoglaló |
| 9       | Bahrain           | Oliver Jarvis Lucas di Grassi Loïc Duval     | Roman Rusinov Alex Brundle René Rast               | Nicki Thiim Marco Sørensen             | Khaled Al Qubaisi Patrick Long David Heinemeier Hansson | Összefoglaló |

| Pontrendszer | Pontrendszer | Pontrendszer | Pontrendszer | Pontrendszer | Pontrendszer | Pontrendszer | Pontrendszer | Pontrendszer | Pontrendszer | Pontrendszer | Pontrendszer    |
| ------------ | ------------ | ------------ | ------------ | ------------ | ------------ | ------------ | ------------ | ------------ | ------------ | ------------ | --------------- |
| Pozíció      | 1.           | 2.           | 3.           | 4.           | 5.           | 6.           | 7.           | 8.           | 9.           | 10.          | További pozíció |
| Pont         | 25           | 18           | 15           | 12           | 10           | 8            | 6            | 4            | 2            | 1            | 0.5             |

## Eredmények

### Egyéni bajnokság

#### LMP Versenyzők
| Helyezés | Versenyző            | Csapat                    | SIL | SPA | LMS | NÜR | MEX | COA | FUJ | SHA | BHR | Pont  |
| -------- | -------------------- | ------------------------- | --- | --- | --- | --- | --- | --- | --- | --- | --- | ----- |
| 1        | Marc Lieb            | Porsche Team              | 1   | 2   | 1   | 4   | 4   | 4   | 5   | 4   | 6   | 160   |
| 1        | Neel Jani            | Porsche Team              | 1   | 2   | 1   | 4   | 4   | 4   | 5   | 4   | 6   | 160   |
| 1        | Romain Dumas         | Porsche Team              | 1   | 2   | 1   | 4   | 4   | 4   | 5   | 4   | 6   | 160   |
| 2        | Oliver Jarvis        | Audi Sport Team Joest     | Ki  | 1   | 3   | 2   | 15  | 2   | 2   | 5   | 1   | 147.5 |
| 2        | Lucas di Grassi      | Audi Sport Team Joest     | Ki  | 1   | 3   | 2   | 15  | 2   | 2   | 5   | 1   | 147.5 |
| 2        | Loïc Duval           | Audi Sport Team Joest     | Ki  | 1   | 3   | 2   | 15  | 2   | 2   | 5   | 1   | 147.5 |
| 3        | Mike Conway          | Toyota Gazoo Racing       | 2   | Ki  | 2   | 6   | 3   | 3   | 1   | 2   | 5   | 145   |
| 3        | Stéphane Sarrazin    | Toyota Gazoo Racing       | 2   | Ki  | 2   | 6   | 3   | 3   | 1   | 2   | 5   | 145   |
| 3        | Kobajasi Kamui       | Toyota Gazoo Racing       | 2   | Ki  | 2   | 6   | 3   | 3   | 1   | 2   | 5   | 145   |
| 4        | Mark Webber          | Porsche Team              | Ki  | 16  | 10  | 1   | 1   | 1   | 3   | 1   | 3   | 134.5 |
| 4        | Brendon Hartley      | Porsche Team              | Ki  | 16  | 10  | 1   | 1   | 1   | 3   | 1   | 3   | 134.5 |
| 4        | Timo Bernhard        | Porsche Team              | Ki  | 16  | 10  | 1   | 1   | 1   | 3   | 1   | 3   | 134.5 |
| 5        | André Lotterer       | Audi Sport Team Joest     | EX  | 5   | 4   | 3   | 2   | 6   | Ki  | 6   | 2   | 104   |
| 5        | Marcel Fässler       | Audi Sport Team Joest     | EX  | 5   | 4   | 3   | 2   | 6   | Ki  | 6   | 2   | 104   |
| 6        | Benoît Tréluyer      | Audi Sport Team Joest     | EX  | 5   | 4   |     | WD  | 6   | Ki  | 6   | 2   | 70    |
| 7        | Dominik Kraihamer    | Rebellion Racing          | 3   | 3   | Ki  | 7   | 5   | 7   | 6   | 17  | 7   | 66.5  |
| 7        | Alexandre Imperatori | Rebellion Racing          | 3   | 3   | Ki  | 7   | 5   | 7   | 6   | 17  | 7   | 66.5  |
| 7        | Mathéo Tuscher       | Rebellion Racing          | 3   | 3   | Ki  | 7   | 5   | 7   | 6   | 17  | 7   | 66.5  |
| 8        | Sébastien Buemi      | Toyota Gazoo Racing       | 16  | 17  | NC  | 5   | Ki  | 5   | 4   | 3   | 4   | 60    |
| 8        | Nakadzsima Kazuki    | Toyota Gazoo Racing       | 16  | 17  | NC  | 5   | Ki  | 5   | 4   | 3   | 4   | 60    |
| 8        | Anthony Davidson     | Toyota Gazoo Racing       | 16  | 17  | NC  | 5   |     | 5   | 4   | 3   | 4   | 60    |
| 9        | Gustavo Menezes      | Signatech Alpine          | 8   | 7   | 5   | 8   | 7   | 8   | 9   | 11  | 11  | 47    |
| 9        | Nicolas Lapierre     | Signatech Alpine          | 8   | 7   | 5   | 8   | 7   | 8   | 9   | 11  | 11  | 47    |
| 9        | Stéphane Richelmi    | Signatech Alpine          | 8   | 7   | 5   | 8   | 7   | 8   | 9   | 11  | 11  | 47    |
| 10       | Roman Rusinov        | G-Drive Racing            | 7   | 11  | 6   | Ki  | 12  | 10  | 7   | 8   | 9   | 36    |
| 11       | Filipe Albuquerque   | RGR Sport by Morand       | 5   | 10  | 11  | 9   | 6   | 9   | 8   | 10  | 10  | 30    |
| 11       | Bruno Senna          | RGR Sport by Morand       | 5   | 10  | 11  | 9   | 6   | 9   | 8   | 10  | 10  | 30    |
| 11       | Ricardo González     | RGR Sport by Morand       | 5   | 10  | 11  | 9   | 6   | 9   | 8   | 10  | 10  | 30    |
| 12       | Will Stevens         | Manor                     | Ki  | 14  |     |     |     |     |     |     |     | 26.5  |
| 12       | Will Stevens         | G-Drive Racing            |     |     | 6   |     |     |     | 7   | 8   |     | 26.5  |
| 13       | René Rast            | G-Drive Racing            | 7   | 11  | 6   | Ki  | 12  | 10  |     |     | 9   | 26    |
| 14       | Nick Heidfeld        | Rebellion Racing          | 4   | 4   | 13  | 17  |     |     |     |     |     | 25.5  |
| 14       | Nicolas Prost        | Rebellion Racing          | 4   | 4   | 13  | 17  |     |     |     |     |     | 25.5  |
| 15       | Nelson Piquet, Jr.   | Rebellion Racing          | 4   | 4   | 13  |     |     |     |     |     |     | 25    |
| 16       | Pipo Derani          | Extreme Speed Motorsports | 6   | 8   | 14  | 10  | 8   | 13  | 11  | 12  | 12  | 20    |
| 16       | Ryan Dalziel         | Extreme Speed Motorsports | 6   | 8   | 14  | 10  | 8   | 13  | 11  | 12  | 12  | 20    |
| 16       | Chris Cumming        | Extreme Speed Motorsports | 6   | 8   | 14  | 10  | 8   | 13  | 11  | 12  | 12  | 20    |
| Helyezés | Versenyző            | Csapat                    | SIL | SPA | LMS | NÜR | MEX | COA | FUJ | SHA | BHR | Pont  |

#### GT Versenyzők
| Helyezés | Versenyző                | Csapat                    | SIL | SPA | LMS | NÜR | MEX | COA | FUJ | SHA | BHR | Pont  |
| -------- | ------------------------ | ------------------------- | --- | --- | --- | --- | --- | --- | --- | --- | --- | ----- |
| 1        | Nicki Thiim              | Aston Martin Racing       | 3   | Ki  | 2   | 3   | 3   | 1   | 5   | 4   | 1   | 156   |
| 1        | Marco Sørensen           | Aston Martin Racing       | 3   | Ki  | 2   | 3   | 3   | 1   | 5   | 4   | 1   | 156   |
| 2        | Davide Rigon             | AF Corse                  | 1   | 1   | Ki  | 2   | 4   | 3   | 4   | 5   | 3   | 134   |
| 2        | Sam Bird                 | AF Corse                  | 1   | 1   | Ki  | 2   | 4   | 3   | 4   | 5   | 3   | 134   |
| 3        | Gianmaria Bruni          | AF Corse                  | 2   | Ki  | Ki  | 1   | 2   | 2   | 3   | 3   | 2   | 128   |
| 3        | James Calado             | AF Corse                  | 2   | Ki  | Ki  | 1   | 2   | 2   | 3   | 3   | 2   | 128   |
| 4        | Stefan Mücke             | Ford Chip Ganassi Team UK | 5   | Ki  | 1   | 4   | 11  | 13  | 2   | 2   | 6   | 118   |
| 4        | Olivier Pla              | Ford Chip Ganassi Team UK | 5   | Ki  | 1   | 4   | 11  | 13  | 2   | 2   | 6   | 118   |
| 5        | Andy Priaulx             | Ford Chip Ganassi Team UK | 4   | 2   | 10  | 12  | 5   | 4   | 1   | 1   | 4   | 117.5 |
| 5        | Harry Tincknell          | Ford Chip Ganassi Team UK | 4   | 2   | 10  | 12  | 5   | 4   | 1   | 1   | 4   | 117.5 |
| 6        | Darren Turner            | Aston Martin Racing       | 3   | Ki  | 2   | 5   | 1   | 5   | 6   | Ki  | 5   | 115   |
| 7        | Richie Stanaway          | Aston Martin Racing       | Ki  | 3   | 3   | 5   | 1   |     | 6   | Ki  |     | 88    |
| 8        | Michael Christensen      | Dempsey-Proton Racing     | 9   | 4   | 6   | 6   | 6   | 6   | 7   | 6   | 7   | 74    |
| 8        | Richard Lietz            | Dempsey-Proton Racing     | 9   | 4   | 6   | 6   | 6   | 6   | 7   | 6   | 7   | 74    |
| 9        | Billy Johnson            | Ford Chip Ganassi Team UK | 5   | Ki  | 1   |     |     |     |     |     |     | 60    |
| 10       | Jonathan Adam            | Aston Martin Racing       |     | 3   | 3   |     |     |     |     |     | 5   | 56    |
| 11       | Emmanuel Collard         | AF Corse                  | 6   | 6   | 4   | 8   | 8   | 12  | 9   | 8   | 10  | 55.5  |
| 11       | François Perrodo         | AF Corse                  | 6   | 6   | 4   | 8   | 8   | 12  | 9   | 8   | 10  | 55.5  |
| 11       | Rui Águas                | AF Corse                  | 6   | 6   | 4   | 8   | 8   | 12  | 9   | 8   | 10  | 55.5  |
| 12       | Fernando Rees            | Aston Martin Racing       | Ki  | 3   | 3   |     |     | 5   |     |     |     | 55    |
| 13       | Marino Franchitti        | Ford Chip Ganassi Team UK | 4   | 2   | 10  | 12  | 5   | 4   |     |     |     | 54.5  |
| 14       | Mathias Lauda            | Aston Martin Racing       | 7   | 5   | Ki  | 7   | Ki  | 7   | 8   | 7   | Ki  | 38    |
| 14       | Pedro Lamy               | Aston Martin Racing       | 7   | 5   | Ki  | 7   | Ki  | 7   | 8   | 7   | Ki  | 38    |
| 14       | Paul Dalla Lana          | Aston Martin Racing       | 7   | 5   | Ki  | 7   | Ki  | 7   | 8   | 7   | Ki  | 38    |
| 15       | Khaled Al Qubasi         | Abu Dhabi-Proton Racing   | 11  | 10  | 5   | 10  | 7   | 11  | 12  | 10  | 8   | 34.5  |
| 15       | David Heinemeier Hansson | Abu Dhabi-Proton Racing   | 11  | 10  | 5   | 10  | 7   | 11  | 12  | 10  | 8   | 34.5  |
| 16       | Patrick Long             | Abu Dhabi-Proton Racing   |     | 10  | 5   | 10  | 7   |     | 12  | 10  | 8   | 33.5  |
| Helyezés | Versenyző                | Csapat                    | SIL | SPA | LMS | NÜR | MEX | COA | FUJ | SHA | BHR | Pont  |

#### LMP1 Privát Trophy
| Helyezés | Versenyző            | Csapat               | SIL | SPA | LMS | NÜR | MEX | COA | FUJ | SHA | BHR | Pont |
| -------- | -------------------- | -------------------- | --- | --- | --- | --- | --- | --- | --- | --- | --- | ---- |
| 1        | Dominik Kraihamer    | Rebellion Racing     | 1   | 1   | Ki  | 1   | 1   | 1   | 1   | 2   | 1   | 193  |
| 1        | Alexandre Imperatori | Rebellion Racing     | 1   | 1   | Ki  | 1   | 1   | 1   | 1   | 2   | 1   | 193  |
| 1        | Mathéo Tuscher       | Rebellion Racing     | 1   | 1   | Ki  | 1   | 1   | 1   | 1   | 2   | 1   | 193  |
| 2        | Oliver Webb          | ByKolles Racing Team | 3   | 3   | Ki  | Ki  | 2   | 2   | Ki  | 1   | 2   | 109  |
| 2        | Simon Trummer        | ByKolles Racing Team | 3   | 3   | Ki  | Ki  | 2   | 2   | Ki  | 1   | 2   | 109  |
| 3        | Nick Heidfeld        | Rebellion Racing     | 2   | 2   | 1   | 2   |     |     |     |     |     | 104  |
| 3        | Nicolas Prost        | Rebellion Racing     | 2   | 2   | 1   | 2   |     |     |     |     |     | 104  |
| 4        | Nelson Piquet, Jr.   | Rebellion Racing     | 2   | 2   | 1   |     |     |     |     |     |     | 86   |
| 5        | Pierre Kaffer        | ByKolles Racing Team |     |     | Ki  | Ki  | 2   |     | Ki  | 1   | 2   | 61   |
| 6        | James Rossiter       | ByKolles Racing Team | 3   | 3   |     |     |     |     |     |     |     | 30   |
| 7        | Mathias Beche        | Rebellion Racing     |     |     |     | 2   |     |     |     |     |     | 18   |
| Helyezés | Versenyző            | Csapat               | SIL | SPA | LMS | NÜR | MEX | COA | FUJ | SHA | BHR | Pont |

#### LMP2 Trophy
| Helyezés | Versenyző          | Csapat                    | SIL | SPA | LMS | NÜR | MEX | COA | FUJ | SHA | BHR | Pont |
| -------- | ------------------ | ------------------------- | --- | --- | --- | --- | --- | --- | --- | --- | --- | ---- |
| 1        | Gustavo Menezes    | Signatech Alpine          | 4   | 1   | 1   | 1   | 2   | 1   | 3   | 4   | 3   | 199  |
| 1        | Nicolas Lapierre   | Signatech Alpine          | 4   | 1   | 1   | 1   | 2   | 1   | 3   | 4   | 3   | 199  |
| 1        | Stéphane Richelmi  | Signatech Alpine          | 4   | 1   | 1   | 1   | 2   | 1   | 3   | 4   | 3   | 199  |
| 2        | Filipe Albuquerque | RGR Sport by Morand       | 1   | 4   | 6   | 2   | 1   | 2   | 2   | 3   | 2   | 166  |
| 2        | Bruno Senna        | RGR Sport by Morand       | 1   | 4   | 6   | 2   | 1   | 2   | 2   | 3   | 2   | 166  |
| 2        | Ricardo González   | RGR Sport by Morand       | 1   | 4   | 6   | 2   | 1   | 2   | 2   | 3   | 2   | 166  |
| 3        | Roman Rusinov      | G-Drive Racing            | 3   | 5   | 2   | Ki  | 7   | 3   | 1   | 1   | 1   | 162  |
| 4        | Pipo Derani        | Extreme Speed Motorsports | 2   | 2   | 8   | 3   | 3   | 5   | 5   | 5   | 4   | 116  |
| 4        | Ryan Dalziel       | Extreme Speed Motorsports | 2   | 2   | 8   | 3   | 3   | 5   | 5   | 5   | 4   | 116  |
| 4        | Chris Cumming      | Extreme Speed Motorsports | 2   | 2   | 8   | 3   | 3   | 5   | 5   | 5   | 4   | 116  |
| 5        | René Rast          | G-Drive Racing            | 3   | 5   | 2   | Ki  | 7   | 3   |     |     | 1   | 111  |
| 6        | Alex Brundle       | G-Drive Racing            |     |     |     | Ki  | 7   | 3   | 1   | 1   | 1   | 98   |
| 7        | Will Stevens       | Manor                     | Ki  | 8   |     |     |     |     |     |     |     | 92   |
| 7        | Will Stevens       | G-Drive Racing            |     |     | 2   |     |     |     | 1   | 1   |     | 92   |
| 8        | Jonny Kane         | Strakka Racing            | 5   | Ki  | 4   | 4   | 4   | Ki  | 6   |     |     | 66   |
| 9        | Kirill Ladygin     | SMP Racing                | 8   | 9   | 3   | 6   | Ki  | 6   | 10  | 7   | 8   | 63   |
| 9        | Vitaly Petrov      | SMP Racing                | 8   | 9   | 3   | 6   | Ki  | 6   | 10  | 7   | 8   | 63   |
| 9        | Viktor Shaytar     | SMP Racing                | 8   | 9   | 3   | 6   | Ki  | 6   | 10  | 7   | 8   | 63   |
| Helyezés | Versenyző          | Csapat                    | SIL | SPA | LMS | NÜR | MEX | COA | FUJ | SHA | BHR | Pont |

#### LMGTE Am Trophy
| Helyezés | Versenyző                | Csapat                  | SIL | SPA | LMS | NÜR | MEX | COA | FUJ | SHA | BHR | Pont |
| -------- | ------------------------ | ----------------------- | --- | --- | --- | --- | --- | --- | --- | --- | --- | ---- |
| 1        | Emmanuel Collard         | AF Corse                | 1   | 2   | 1   | 2   | 2   | 6   | 2   | 2   | 3   | 188  |
| 1        | François Perrodo         | AF Corse                | 1   | 2   | 1   | 2   | 2   | 6   | 2   | 2   | 3   | 188  |
| 1        | Rui Águas                | AF Corse                | 1   | 2   | 1   | 2   | 2   | 6   | 2   | 2   | 3   | 188  |
| 2        | Khaled Al Qubaisi        | Abu Dhabi-Proton Racing | 5   | 6   | 2   | 4   | 1   | 5   | 5   | 4   | 1   | 151  |
| 2        | David Heinemeier Hansson | Abu Dhabi-Proton Racing | 5   | 6   | 2   | 4   | 1   | 5   | 5   | 4   | 1   | 151  |
| 3        | Mathias Lauda            | Aston Martin Racing     | 2   | 1   | Ki  | 1   | Ki  | 1   | 1   | 1   | Ki  | 149  |
| 3        | Pedro Lamy               | Aston Martin Racing     | 2   | 1   | Ki  | 1   | Ki  | 1   | 1   | 1   | Ki  | 149  |
| 3        | Paul Dalla Lana          | Aston Martin Racing     | 2   | 1   | Ki  | 1   | Ki  | 1   | 1   | 1   | Ki  | 149  |
| 4        | Patrick Long             | Abu Dhabi-Proton Racing |     | 6   | 2   | 4   | 1   |     | 5   | 4   | 1   | 130  |
| 5        | Christian Ried           | KCMG                    | 4   | 4   | 6   | EX  | 3   | 2   | 3   | 3   | 2   | 121  |
| 5        | Wolf Henzler             | KCMG                    | 4   | 4   | 6   | EX  | 3   | 2   | 3   | 3   | 2   | 121  |
| 5        | Joël Camathias           | KCMG                    | 4   | 4   | 6   | EX  | 3   | 2   | 3   | 3   | 2   | 121  |
| 6        | Pierre Ragues            | Larbre Compétition      | 3   | 3   | 5   | 3   | Ki  | 3   | 6   | 5   | 5   | 108  |
| 7        | Michael Wainright        | Gulf Racing             | Ki  | 5   | 3   | 5   | 4   | 4   | 4   | 6   | 4   | 106  |
| 7        | Adam Carroll             | Gulf Racing             | Ki  | 5   | 3   | 5   | 4   | 4   | 4   | 6   | 4   | 106  |
| 7        | Ben Barker               | Gulf Racing             | Ki  | 5   | 3   | 5   | 4   | 4   | 4   | 6   | 4   | 106  |
| 8        | Jamagisi Jutaka          | Larbre Compétition      | 3   | 3   | 5   | 3   | Ki  |     | 6   |     |     | 73   |
| Helyezés | Versenyző                | Csapat                  | SIL | SPA | LMS | NÜR | MEX | COA | FUJ | SHA | BHR | Pont |

### Gyártók bajnoksága

#### Gyártók világbajnoksága (LMP1)
| Helyezés | Csapat  | SIL | SPA | LMS | NÜR | MEX | COA | FUJ | SHA | BHR | Pont |
| -------- | ------- | --- | --- | --- | --- | --- | --- | --- | --- | --- | ---- |
| 1        | Porsche | 1   | 2   | 1   | 1   | 1   | 1   | 3   | 1   | 3   | 324  |
| 1        | Porsche | Ki  | 4   | 5   | 4   | 4   | 4   | 5   | 4   | 6   | 324  |
| 2        | Audi    | Ki  | 1   | 3   | 2   | 2   | 2   | 2   | 5   | 1   | 266  |
| 2        | Audi    | EX  | 3   | 4   | 3   | 5   | 6   | Ki  | 6   | 2   | 266  |
| 3        | Toyota  | 2   | 5   | 2   | 5   | 3   | 3   | 1   | 2   | 4   | 229  |
| 3        | Toyota  | 3   | Ki  | NC  | 6   | Ki  | 5   | 4   | 3   | 5   | 229  |
| Helyezés | Csapat  | SIL | SPA | LMS | NÜR | MEX | COA | FUJ | SHA | BHR | Pont |

#### Gyártók világbajnoksága (LMGTE PRO, LMGTE AM)
| Helyezés | Csapat       | SIL | SPA | LMS | NÜR | MEX | COA | FUJ | SHA | BHR | Pont  |
| -------- | ------------ | --- | --- | --- | --- | --- | --- | --- | --- | --- | ----- |
| 1        | Ferrari      | 1   | 1   | 4   | 1   | 2   | 2   | 3   | 3   | 2   | 294   |
| 1        | Ferrari      | 2   | 6   | Ki  | 2   | 4   | 3   | 4   | 5   | 3   | 294   |
| 2        | Aston Martin | 3   | 3   | 2   | 3   | 1   | 1   | 5   | 4   | 1   | 287   |
| 2        | Aston Martin | 7   | 5   | 3   | 5   | 3   | 5   | 6   | 7   | 5   | 287   |
| 3        | Ford         | 4   | 2   | 1   | 4   | 5   | 4   | 1   | 1   | 4   | 241.5 |
| 3        | Ford         | 5   | Ki  | 8   | 11  | 11  | 12  | 2   | 2   | 6   | 241.5 |
| 4        | Porsche      | 8   | 4   | 5   | 6   | 6   | 6   | 7   | 6   | 7   | 123   |
| 4        | Porsche      | 9   | 7   | 6   | 9   | 7   | 8   | 10  | 9   | 8   | 123   |
| Helyezés | Csapat       | SIL | SPA | LMS | NÜR | MEX | COA | FUJ | SHA | BHR | Pont  |

### Csapatok bajnoksága

#### LMP1 Trophy (privát)
| Helyezés | #  | Csapat               | SIL | SPA | LMS | NÜR | MEX | COA | FUJ | SHA | BHR | Pont |
| -------- | -- | -------------------- | --- | --- | --- | --- | --- | --- | --- | --- | --- | ---- |
| 1        | 13 | Rebellion Racing     | 1   | 1   | Ki  | 1   | 1   | 1   | 1   | 2   | 1   | 193  |
| 2        | 4  | ByKolles Racing Team | 3   | 3   | Ki  | Ki  | 2   | 2   | Ki  | 1   | 2   | 109  |
| 3        | 12 | Rebellion Racing     | 2   | 2   | 1   | 2   |     |     |     |     |     | 104  |
| Helyezés | #  | Csapat               | SIL | SPA | LMS | NÜR | MEX | COA | FUJ | SHA | BHR | Pont |

#### LMP2 Trophy
| Helyezés | #  | Csapat                    | SIL | SPA | LMS | NÜR | MEX | COA | FUJ | SHA | BHR | Pont |
| -------- | -- | ------------------------- | --- | --- | --- | --- | --- | --- | --- | --- | --- | ---- |
| 1        | 36 | Signatech Alpine          | 4   | 1   | 1   | 1   | 2   | 1   | 3   | 4   | 3   | 199  |
| 2        | 43 | RGR Sport by Morand       | 1   | 3   | 6   | 2   | 1   | 2   | 2   | 3   | 2   | 169  |
| 3        | 26 | G-Drive Racing            | 3   | 4   | 2   | Ki  | 7   | 3   | 1   | 1   | 1   | 164  |
| 4        | 31 | Extreme Speed Motorsports | 2   | 2   | 8   | 3   | 3   | 5   | 5   | 5   | 4   | 116  |
| 5        | 30 | Extreme Speed Motorsports | 8   | 5   | 7   | 9   | 8   | 7   | 4   | 2   | 5   | 78   |
| 6        | 37 | SMP Racing                | 7   | 7   | 3   | 6   | Ki  | 6   | 10  | 7   | 7   | 71   |
| 7        | 42 | Strakka Racing            | 5   | Ki  | 4   | 4   | 4   | Ki  | 6   |     |     | 66   |
| 8        | 27 | SMP Racing                | 9   | Ki  | 5   | 8   | 6   | 4   | 8   | 6   | 8   | 62   |
| 9        | 35 | Baxi DC Racing Alpine     | 6   | Ki  | Ki  | 7   | 5   | 8   | 9   | 8   | 6   | 42   |
| 10       | 44 | Manor                     | Ki  | 6   | Ki  | 5   | Ki  | Ki  | 7   | 9   | 9   | 29   |
| Helyezés | #  | Csapat                    | SIL | SPA | LMS | NÜR | MEX | COA | FUJ | SHA | BHR | Pont |

#### LMGTE Pro Trophy
| Helyezés | #  | Csapat                    | SIL | SPA | LMS | NÜR | MEX | COA | FUJ | SHA | BHR | Pont |
| -------- | -- | ------------------------- | --- | --- | --- | --- | --- | --- | --- | --- | --- | ---- |
| 1        | 95 | Aston Martin Racing       | 3   | Ki  | 2   | 3   | 3   | 1   | 5   | 4   | 1   | 156  |
| 2        | 67 | Ford Chip Ganassi Team UK | 4   | 2   | 5   | 7   | 5   | 4   | 1   | 1   | 4   | 141  |
| 3        | 71 | AF Corse                  | 1   | 1   | Ki  | 2   | 4   | 3   | 4   | 5   | 3   | 134  |
| 4        | 66 | Ford Chip Ganassi Team UK | 5   | Ki  | 1   | 4   | 7   | 7   | 2   | 2   | 6   | 129  |
| 5        | 51 | AF Corse                  | 2   | Ki  | Ki  | 1   | 2   | 2   | 3   | 3   | 2   | 128  |
| 6        | 97 | Aston Martin Racing       | Ki  | 3   | 3   | 5   | 1   | 5   | 6   | Ki  | 5   | 109  |
| 7        | 77 | Dempsey-Proton Racing     | 6   | 4   | 4   | 6   | 6   | 6   | 7   | 6   | 7   | 88   |
| Helyezés | #  | Csapat                    | SIL | SPA | LMS | NÜR | MEX | COA | FUJ | SHA | BHR | Pont |

#### LMGTE Am Trophy
| Helyezés | #  | Csapat                  | SIL | SPA | LMS | NÜR | MEX | COA | FUJ | SHA | BHR | Pont |
| -------- | -- | ----------------------- | --- | --- | --- | --- | --- | --- | --- | --- | --- | ---- |
| 1        | 83 | AF Corse                | 1   | 2   | 1   | 2   | 2   | 6   | 2   | 2   | 3   | 188  |
| 2        | 88 | Abu Dhabi-Proton Racing | 5   | 6   | 2   | 4   | 1   | 5   | 5   | 4   | 1   | 151  |
| 3        | 98 | Aston Martin Racing     | 2   | 1   | Ki  | 1   | Ki  | 1   | 1   | 1   | Ki  | 149  |
| 4        | 78 | KCMG                    | 4   | 4   | 5   | EX  | 3   | 2   | 3   | 3   | 2   | 125  |
| 5        | 50 | Larbre Compétition      | 3   | 3   | 4   | 3   | Ki  | 3   | 6   | 5   | 5   | 112  |
| 6        | 86 | Gulf Racing             | Ki  | 5   | 3   | 5   | 4   | 4   | 4   | 6   | 4   | 106  |
| Helyezés | #  | Csapat                  | SIL | SPA | LMS | NÜR | MEX | COA | FUJ | SHA | BHR | Pont |